# Старение материалов
Старение материалов — медленное самопроизвольное необратимое изменение свойств материалов. Старение происходит под действием теплового движения молекул и атомов, светового и иного излучения, механических воздействий, гравитационных и магнитных полей и других факторов. В результате материал переходит в более равновесное состояние. В экономике считается вредным процессом, так как свойства материала с течением времени отклоняются от спроектированных, обычно в худшую сторону.
Старение происходит, как правило, в твёрдых телах, полимерах и жидких смесях. В газах и низкомолекулярных чистых жидкостях старения не происходит из-за того, что они крайне быстро приходят в термодинамическое равновесие.
Основные виды старения:
- Механическое старение металлов в основном связано с диффузией атомов металла.
- Магнитное старение приводит к постепенному изменению магнитных свойств под действием переменных магнитных полей, температурных перепадов, вибрации и иных факторов.
- Старение коллоидных систем имеет много проявлений, среди которых известны коагуляция, коалесценция, седиментация, синерезис и рекристаллизация.
- Старение полимеров — деструкция макромолекул (либо, наоборот, их сшивание) под действием тепла, излучений, воды, воздуха и других факторов.

Чтобы изготавливаемый материал имел стабильные свойства, нередко применяют искусственное старение.